# Boronia glabra
Boronia glabra là một loài thực vật có hoa trong họ Cửu lý hương. Loài này được (Maiden & Betche) Cheel mô tả khoa học đầu tiên năm 1928.